# Топпмёллер, Дино
Дино Николас Топпмёллер (нем. Dino Nicolas Toppmöller; род. 23 ноября 1980, Вадерн, Саар) — немецкий футболист и футбольный тренер, главный тренер немецкого клуба «Айнтрахт» (Франкфурт).
Наибольших тренерских успехов добился во главе люксембургского «Ф91 Дюделанжа», с которым стал трёхкратным чемпионом страны и впервые в истории национального футбола вывел их на групповой этап еврокубкового турнира (Лига Европы УЕФА сезона 2018/19).

## Карьера игрока
Тренировался в клубе «Зальмрор», за который ранее выступал и тренировал отец Клаус. Начал профессиональную карьеру в клубе региональной лиги «Юго-Запад» «Саарбрюккен» в 1999 году. В первом сезоне за клуб, будучи игроком резерва, выиграл кубок Саара и вышел с клубом во Вторую Бундеслигу.
В период между 2001 и 2009 годами выступал за «Бохум», «Айнтрахт» (Франкфурт), «Эрцгебирге», «Ян», «Киккерс» (Оффенбах) и «Аугсбург» во Второй Бундеслиге и региональных лигах.
В ноябре 2009 года был на просмотре в клубе «Ф91 Дюделанж», действующем чемпионе Люксембурга. Во время зимней паузы подписал контракт с клубом на вторую половину сезона 2009/10. Забив 2 мяча в 4 матчах, покинул клуб в конце сезона.
Летом 2010 года вернулся в «Зальмрор», в котором тренировался в юношестве. Будучи капитаном команды, с 36 голами стал лучшим бомбардиром в сезоне 2010/11 и помог команде выиграть рейнскую лигу и выйти в пятый по силе дивизион страны, Оберлигу. В следующем сезоне также стал лучшим бомбардиром с 25 голами.
В конце сентября 2012 года покинул клуб из-за разногласий с тренером Патриком Кликом. В декабре того же года вместе с братом Томми перешёл в клуб Оберлиги «Меринг». Являлся играющим ассистентом главного тренера Роберта Юнга. После отставки Юнга стал играющим главным тренером. В последнем туре обеспечил сохранение места в Оберлиге. В январе 2014 года покинул клуб по взаимному согласию сторон.
В сезоне 2014/15 присоединился к клубу второго по силе дивизиона Люксембурга «РМ Хамм Бенфика» в качестве играющего тренера. Под руководством Топпмёллера команда выиграла второй дивизион и вышла в высшую лигу Люксембурга, опередив в чемпионате принципиального соперника «Расинг». В предпоследнем туре сезона Топпмёллер отметился хет-триком в ворота «Мондерканжа» (4:0). После сохранения места в чемпионате Люксембурга Дино Топпмёллер закончил игровую карьеру и в следующем сезоне стал главным тренером чемпиона страны «Ф91 Дюделанж».

## Карьера тренера
Став главным тренером клуба «Ф91 Дюделанж», Топпмёллер в первом же сезоне оформил с клубом «требл» выиграв чемпионат, кубок и кубок лиги в сезоне 2016/17. В следующем сезоне привёл клуб к повторной победе в чемпионате. В сезоне 2018/19 благодаря победам над «Дритой», «Легией» и «ЧФР Клуж» вывел «Дюделанж» в групповой этап Лиги Европы 2018/19. Таким образом, «Дюделанж» стал первым клубом из Люксембурга, которому удалось выйти в групповой этап еврокубка. Добившись с командой очередного «требла» внутри страны, покинул клуб летом 2019 года.
Всего четыре дня спустя новичок второго дивизиона Бельгии, «Виртон», объявил о назначении Топпмёллера главным тренером, заключив с ним контракт до лета 2021 года. Клуб выступал успешно, закончив первый круг чемпионата на 2-м месте. Несмотря на успешные выступления, Топпмёллер был недоволен положением в клубе из-за разногласий со спортивным директором Алексом Хейсом, из-за чего выдвинул ультиматум. 2 декабря 2019 года покинул клуб.
Проходил курсы немецкого футбольного союза для получения тренерской лицензии UEFA Pro, которую получил в начале августа 2020 года. В июле 2020 года стал ассистентом Юлиана Нагельсмана в «РБ Лейпциг».
18 июня 2021 года последовал за Нагельсманом в «Баварию», став ассистентом тренера в новом клубе. В конце марта 2023 года в связи с увольнением Нагельсмана был также уволен вместе с другими членами тренерского штаба.
Перед сезоном 2023/24 стал главным тренером «Айнтрахта» (Франкфурт), за который ранее провёл 16 игр и который также ранее тренировал отец, Клаус Топпмёллер, с 1993 по 1994 годы. Подписал контракт с клубом до 2026 года.
В сезоне 2024/2025 занял третье место в лиге.  Подписал контракт с клубом до 2028 года.

## Личная жизнь
Отец — Клаус Топпмёллер, известный немецкий бывший футболист и тренер. Дино Топпмёллера назвали в честь легендарного итальянского вратаря Дино Дзоффа.

## Достижения
В качестве игрока
«Саарбрюккен»
- Кубок Саара: 2000

В качестве главного тренера
«Ф91 Дюделанж»
- Чемпион Люксембурга: 2017, 2018, 2019
- Обладатель кубка Люксембурга: 2017, 2019
- Обладатель кубка лиги (суперкубка) Люксембурга: 2017, 2019